# 勳舊派
勳舊派，又稱功臣派，是朝鮮王朝的一股政治勢力，因為在世祖時期協助王位的篡奪而取得政治實權的官僚學者。在士林派完全得勢之前，一直與士林派相互抗衡。朝鮮王朝开国功臣也是勋舊派。

## 紀述
勳舊派包括了在1455年世祖篡位事件中參與的道員、功臣、寵臣、御用學者等人。他們協助世祖篡奪王位有功，成為勳臣。成為了勳臣，他們得到功臣田作為他們的奉祿。他們的子孫成為了日後的勳舊派，掌握政治實權。
成宗即位後，士林派登場，使勳舊派感到安全受到威脅，從而引起一波又一波的士禍。這股士禍由燕山君的戊午士禍、甲子士禍，到中宗、明宗都連綿不絕。當中在中宗時期，由於功臣田的收入佔去國家相當份量的比例，無形中使國家的實力削弱。當時，以趙光祖為首的士林派希望透過削減功臣田而充實國庫，因而招來殺身之禍。直到1567年，宣祖即位後，積極採用士林派人物，使勳舊派從朝鮮的政治舞台上消失。

## 代表人物
- 韓明澮
- 申叔舟
- 徐居正
- 李克墩（朝鲜语：이극돈）
- 沈義謙

## 相關士禍
- 世祖：癸酉靖難
- 燕山君：戊午士禍、甲子士禍
- 朝鮮中宗：中宗反正、己卯士禍

## 參看
- 詩章派 (시장파)
- 功臣田 (공신전)